# Kearney, Nebraska
För andra betydelser, se Kearney.
Kearney är en stad i Buffalo County i delstaten Nebraska, USA med 27 431 invånare (2000). Kearney är administrativ huvudort (county seat) i Buffalo County.

## Geografi
Kearney ligger på norra sidan av Platte River i centrala Nebraska.

## Historia
Den första bosättningen i området kallades Dobytown och låg omkring 3 kilometer sydost om dagens Kearney, på södra sidan av Platte River. Bosättningen flyttades till det nuvarande läget norr om floden i mitten av 1800-talet och uppkallades efter det närbelägna arméfortet Fort Kearny som bevakade Oregonleden, som härifrån ledde uppströms längs floden och genom Klippiga bergen. Fortet var i sin tur uppkallat efter arméofficeren Stephen W. Kearny, men namnet kom på grund av att stavningen förvanskades av U.S. Postal Service sedermera att få ett extra "e". Staden fick sina stadsrättigheter 1873, efter att Transamerikanska järnvägen dragits genom orten och lett till en kraftig befolkningstillväxt.
Staden var från 1912 till 1917 stiftsstad i ett regionalt biskopsstift inom romersk-katolska kyrkan, och sedan 1997 är Kearney åter ett titulärt biskopssäte.

## Utbildning
Staden är säte för University of Nebraska at Kearney (UNK), vars campus upptar omkring en kvadratkilometer med 37 byggnader. Det grundades ursprungligen 1905 som Nebraska State Normal School at Kearney, blev lärarhögskola 1921 och var från 1963 till 1991 känt som Kearney State College. Sedan 1991 är högskolan del av University of Nebraskas organisation.